# Палацо Торто (Пиза)
Палацо Торто је насеље у Италији у округу Пиза, региону Тоскана.
Према процени из 2011. у насељу је живело 38 становника. Насеље се налази на надморској висини од 31 м.